# 美山町上平屋
美山町上平屋（みやまちょうかみひらや）は、京都府南丹市の地名。上平屋は旧美山町の大字。

## 地理
南丹市美山地区の中央部に位置している。大部分が山地で南端に由良川が流れる。東西に国道162号が通る。

## 歴史
現在の国道162号にあたる、上り口から下りまでを上平屋に含む峠は九鬼ヶ坂と言う。九鬼ヶ坂には江戸時代まで数戸で形成される村が存在したが、大火で消滅し上平屋へ併合した。上流の安掛と度々水田の水をめぐり対立したが、村民自力でため池を設置した。
上平屋の桐箪笥として大正時代まで栄えた。当村の平井平助と平井与兵衛が弘化年間（1844 - 48）に都から箪笥の名工、利助と箪市を招いて製法を習得し広く村民に技法を教えた。教誓寺側に北桑箪笥創業頌徳碑がある。
南丹市初の火葬場を設置した。京都府下でも極めて初期の設置であった。

### 沿革
- 1889年（明治22年）4月1日 - 町村制施行に伴い、北桑田郡上平屋村が深見村・長尾村・又林村・下平屋村・安掛村・野添村・内久保村・荒倉村と合併し、平屋村が発足。旧上平屋村域は大字の上平屋となる。
- 1950年（昭和30年）4月1日 - 平屋村が宮島村・大野村・知井村・鶴ヶ岡村と合併し、美山町が発足。大字の上平屋は美山町に継承される。
- 2006年（平成18年）1月1日 - 美山町が園部町・八木町・日吉町が合併し、南丹市が発足。大字の上平屋は美山町上平屋となる。

## 世帯数と人口
2019年（令和元年）10月1日現在の世帯数と人口は以下の通りである。
|              | 世帯数 | 人口  |
| ------------ | ------ | ----- |
| 美山町上平屋 | 61世帯 | 143人 |

### 人口の変遷
国勢調査による人口の推移。
| 2010年（平成22年） | 153人 | [ 6 ] |  |
| 2015年（平成27年） | 125人 | [ 7 ] |  |

### 世帯数の変遷
国勢調査による世帯数の推移。
| 2010年（平成22年） | 58世帯 | [ 6 ] |  |
| 2015年（平成27年） | 47世帯 | [ 7 ] |  |

## 道路
- 国道162号
- 京都府道19号園部平屋線

## 施設
- 南丹警察署平屋駐在所
- 京都府立北桑田高等学校美山分校
- 教誓寺
- 平林寺

## 出身著名人
- 岩井文助 - 岩井商店創業者。
- 伊藤盛夫 - 丸山ワクチンで治療する診療所を運営した医学博士。人生を過疎の診療に賭けた。京都大学大学院卒。

## その他

### 日本郵便
- 郵便番号 : 601-0721[3]（集配局：美山郵便局[8]）。